# Oleg Horjan
Oleg Horjan (în rusă Олег Олегович Хоржан, n. 30 iunie 1976, Camenca, URSS – d. 17 iulie 2023, Sucleia, raionul Slobozia, Republica Moldova) a fost un politician separatist din Transnistria, membru al „Sovietului Suprem al Republicii Moldovenești Nistrene”.

## Biografie
S-a născut în 1976 în Camenca, RSS Moldovenească. În timpul războiului transnistrean a lucrat la spitalul militar din Dubăsari. A absolvit Universitatea de Stat din Transnistria, lucrând ulterior ca avocat.
A intrat în Partidul Comunist din Transnistria când a împlinit 18 ani. În mai 2003 a ajuns secretar general (lider) al partidului. În martie 2007 a fost arestat pentru organizarea unui protest în Tiraspol împotriva scumpirilor și creșterii taxelor, fiind condamnat la un an și jumătate de detenție.
În urma alegerilor din 2010 a devenit primul deputat comunist din Sovietul Suprem al Republicii Moldovenești Nistrene. A candidat fără succes la alegerile prezidențiale din 2011 și 2016.
Pe 2 iunie 2018 Horjan a ținut un miting la Tiraspol, în urma căruia mai mulți participanți au fost arestați. Horjan s-a dus ulterior la clădirea Ministerului Afacerilor Interne din Transnistria pentru a solicita eliberarea celor arestați. Acolo, conform propriilor declarații, a fost atacat fizic de polițiști, care nu l-au lăsat să intre în clădire. Horjan a trimis ulterior o declarație poliției, în care denunța violența polițiștilor, susținând că îi violează drepturile de membru al Sovietului Suprem. Drept replică, la solicitarea procurorului-șef Anatoli Gurețki, Horjan a rămas fără imunitate parlamentară și a fost arestat pe 6 iunie 2018. Au mai fost arestați și soția și fiul său, precum și alți comuniști transnistreni. Arestarea acestuia a fost condamnată de Uniunea Partidelor Comuniste – Partidul Comunist al Uniunii Sovietice, care îl consideră pe Horjan deținut politic.
Pe 3 noiembrie 2018, Oleg Horjan a fost condamnat la 4 ani și jumătate de închisoare, sub acuzația că a atacat polițiști. Președintele moldovean Igor Dodon și-a exprimat dezacordul cu această decizie.